# Arto
Arto var ett amerikanskt skivbolag och skivmärke, vilket existerade 1920-1923.
Arto-etiketten producerades av The Arto Company i Orange, New Jersey, vilket i sin tur ägdes av The Standard Music Roll Company, ett företag vars huvudinriktning var tillverkning av musikrullar till självspelande pianon. Bolagets inspelningssudio var förlagd till New York.
Bland grupper och artister som spelade in för Arto märks California Ramblers, Original Memphis Five, pianisten James P. Johnson  och bluessångerskan Lucille Hegamin.
Arto producerade även sidoetiketterna Globe och Bell, samt pressade skivor åt andra mindre skivbolag, däribland västkustbolaget Nordskog. Sistnämnda företag förlorade ett så stort antal av sina inspelningsmatriser då Arto 1923 gick i konkurs att det fick läggas ned.